# 医療系産学連携ネットワーク協議会

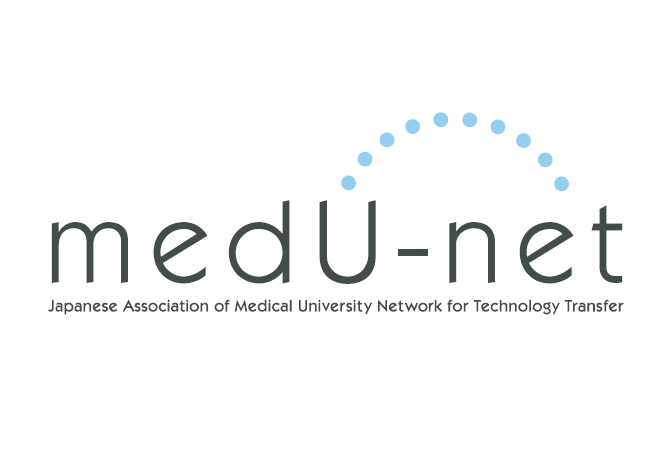
medU-netマーク

医療系産学連携ネットワーク協議会（いりょうけいだいがくさんがくれんけいネットワークきょうぎかい、英: Japanese Association of Meidcal University Network for Technology Transfer、略称: medU-net）は、産学連携に関して医療技術に掛かる問題（特許、技術移転、法令遵守など）を適切、円滑に展開するために発足した、日本国内の医学系大学・研究機関・企業・財団等で構成される連合である。2009年（平成21年）10月21日に発足。幹事校は東京科学大学。文部科学省「大学等産学官連携自立化促進プログラム」に基づき運営していたが、2013年4月より会費制を導入している。2016年（平成28年）6月には、アカデミアの枠にとどまらない産学連携活動を推進するため、名称を｢医学系大学連携ネットワーク協議会｣から「医療系産学連携ネットワーク協議会」へ変更。

## 設立目的
- 医学系産学連携に係る協力体制の構築と課題解決
- 医学系産学連携関連情報等の発信及び施策等の提言
- 年次会議及び分科会等の開催
- 国内外の医学系産学連携機関等との交流、連絡及び調整
- その他、目的達成のために必要な事業

## 会員
2018年4月現在
★はアカデミア法人会員、☆は幹事校を表す。

### アカデミア会員
北海道・東北地方
- ★札幌医科大学
- ★東北大学
- ★福島県立医科大学

- ★弘前大学
- 旭川医科大学
- 北海道大学

関東地方
- ☆東京科学大学
- ★東京大学
- ★聖マリアンナ医科大学
- ★日本医科大学
- ★横浜市立大学
- ★自治医科大学
- ★帝京大学
- ★東海大学
- ★東京都医学総合研究所
- ★国立がん研究センター
- ★量子科学技術研究開発機構
- ★国立精神・神経医療研究センター
- お茶の水女子大学
- 芝浦工業大学
- 情報・システム研究機構
- 国立国際医療研究センター
- 早稲田大学
- 埼玉医科大学
- 東京農工大学
- 物質・材料研究機構
- 産業技術総合研究所
- 東京慈恵会医科大学

- 慶應義塾大学
- 群馬大学
- 千葉大学
- 上智大学
- 日本大学
- 北里大学
- 明治大学
- 杏林大学
- 筑波大学
- 国立高等専門学校機構
- 国士舘大学
- 明治薬科大学
- がん研究会
- 順天堂大学
- 青山学院大学
- 千葉工業大学
- 大妻女子大学
- 海洋研究開発機構
- 東京女子医科大学
- 理化学研究所

東海・北陸地方
- ★三重大学
- ★富山大学
- ★信州大学
- ★浜松医科大学
- ★金沢医科大学
- ★新潟大学
- 公立諏訪東京理科大学
- 北陸先端科学技術大学院大学

- 長岡技術科学大学
- 金沢大学
- 名古屋市立大学
- 名古屋工業大学
- 山梨大学
- 福井大学
- 名古屋大学
- 静岡県立大学

近畿・四国・中国地方
- ★滋賀医科大学
- ★川崎医科大学
- ★奈良県立医科大学
- 川崎医療福祉大学
- 和歌山県立医科大学
- 先端医療振興財団
- 広島大学
- 高知大学
- 山口大学
- 神戸大学
- 大阪大学
- 鳥取大学

- 兵庫医科大学
- 京都府立医科大学
- 京都薬科大学
- 大阪医科大学
- 大阪市立大学
- 大阪産業大学
- 大阪工業大学
- 関西医科大学
- 京都大学
- 同志社大学
- 徳島大学

九州・沖縄地方
- ★宮崎大学
- ★産業医科大学
- ★長崎大学
- ★熊本大学
- 沖縄科学技術大学院大学
- 九州保健福祉大学

- 熊本大学
- 鹿児島大学
- 大分大学
- 九州工業大学
- 九州大学
- 琉球大学